# 1911
1911. је била проста година.

## Догађаји

### Јул
- 24. јул — Хајрам Бингам је пронашао Мачу Пикчу, изгубљени град „Инка“.

### Август
- 21. август — Италијански конобар Вићенцо Перуђа украо из париског музеја „Лувр“ слику „Мона Лиза“ Леонарда да Винчија.

### Октобар
- 6. октобар — У Кини је укинута монархија и проглашена република са Суеном Јатсеном као привременим председником.

### Новембар
- 5. новембар — Италија је анектирала турске покрајине у Либији, Триполитанију и Киренаику.

### Децембар
- 14. децембар — Норвешки истраживач Роалд Амундсен је постао први човек који је стигао на Јужни пол.
- 29. децембар — Револуционарна привремена скупштина за првог председника Кине изабрала Суена Јатсена, чиме је после више од три миленијума укинута монархија.

## Рођења

### Јануар
- 11. јануар — Вилим Гаљер Шишо, народни херој Југославије. (†1942)
- 11. јануар — Бруно Крајски, аустријски канцелар. (†1990)
- 14. јануар — Василије Ковачевић Чиле, дипломата, народни херој Југославије. (†1961)
- 16. јануар — Роже Лапебје, француски бициклиста. (†1996).
- 18. јануар — Шарл Делоне, француски писац о џезу. (†1988)
- 21. јануар — Саво Чоловић, народни херој Југославије. (†1944)
- 25. јануар — Хуго Крас, немачки генерал. (†1980)

### Фебруар
- 6. фебруар — Георгије Богић, свештеномученик СПЦ. (†1941)
- 6. фебруар — Роналд Реган, 40. председник САД. (†2004)
- 13. фебруар — Јевгениј Иванов, совјетски конструктор авиона. (†1983)
- 15. фебруар — Григор Витез, хрватски дечји писац и песник. (†1966)
- 19. фебруар — Мерл Оберон, британска глумица. (†1979)
- 19. фебруар — Никола Херцигоња, српски композитор. (†2000)
- 27. фебруар — Момчило Ђокић, српски фудбалер и тренер. (†1983)

### Март
- 3. март — Џин Харлоу, америчка глумица. (†1937)
- 16. март — Јозеф Менгеле, нацистички лекар. (†1979)
- 18. март — Лидија Шентјурц, народни херој Југославије. (†2000)
- 25. март — Џек Руби, убица атентатора на Џона Кенедија. (†1967)
- 26. март — Тенеси Вилијамс, амерички књижевник. (†1983)
- 27. март — Франц Розман Стане, генерал, народни херој Југославије. (†1944)
- 30. март — Иван Кркач, народни херој Југославије. (†1942)
- 30. март — Богдан Огризовић, хрватски комуниста и партизан. (†1943)

### Април
- 1. април — Руди Чајавец, народни херој Југославије. (†1942)
- 7. април — Божидар Петровић, поручник ваздухопловства, шпански борац. (†1937)
- 11. април — Антео Цамбони, анархиста и атентатор на Мусолинија. (†1926)
- 11. април — Зденко Калин, словеначки вајар. (†1990)
- 24. април — Изидор Штрок, народни херој Југославије. (†1984)
- 27. април — Ђузепе Будицин Пино, народни херој Југославије. (†1944)
- 28. април — Ли Фолк, амерички аутор стрипа. (†1999)

### Мај
- 8. мај — Роберт Џонсон, амерички блуз музичар. (†1938)
- 11. мај — Иванка Муачевић-Николиш, партизанка. (†1942)

- 11. мај — Давид Пајић, народни херој Југославије. (†1941)
- 13. мај — Коста Нађ, шпански борац, генерал ЈНА и народни херој. (†1986)
- 15. мај — Макс Фриш, швајцарски књижевник. (†1991)
- 17. мај — Морин О'Саливан, британска глумица. (†1998)
- 24. мај — Барбара Вест, путница са Титаника. (†2007)
- 25. мај — Данило Бракус, свештеник СПЦ. (†1941)

### Јун
- 3. јун — Иван Морђин Црни, народни херој Југославије. (†1942)
- 4. јун — Милован Ђилас, комуниста, политичар и писац. (†1995)
- 15. јун — Хризостом Војиновић, браничевски епископ СПЦ. (†1989)
- 24. јун — Ернесто Сабато, аргентински књижевник. (†2011)
- 25. јун — Стеван Дедијер, српски нуклеарни физичар. (†2004)
- 29. јун — Пјер Мари Галоа, француски генерал. (†2010)
- 30. јун — Чеслав Милош, пољски књижевник и Нобеловац. (†2004)

### Јул
- 5. јул — Жорж Помпиду, премијер и председник Француске. (†1974)
- 9. јул — Џон Вилер, амерички физичар. (†2008)
- 16. јул — Џинџер Роџерс, америчка глумица и певачица. (†1995)
- 20. јул — Жарко Мариновић, студент права и члан КПЈ (†1936)
- 26. јул — Машо Бргуљан, народни херој Југославије. (†1942)
- 27. јул — Николај Кузњецов, совјетски агент. (†1944)

### Август
- 6. август — Раде Кончар, народни херој Југославије. (†1942)
- 11. август — Гојко Николиш, народни херој Југославије, генерал, академик. (†1995)
- 13. август — Марко Белинић, народни херој Југославије. (†2004)
- 16. август — Ернст Фридрих Шумахер, британски економиста. (†1977)
- 17. август — Михаил Ботвиник, светски првак у шаху. (†1995)
- 20. август — Митрофан Матић, старешина манастира Чокешине. (†1941)
- 25. август — Андре Лероа Гуран, француски археолог. (†1986)
- 27. август — Рахела Ферари, српска глумица. (†1994)

### Септембар
- 7. септембар — Тодор Живков, бугарски политички лидер. (†1998)
- 7. септембар — Осман Карабеговић, политичар, народни херој Југославије. (†1996)
- 9. септембар — Рихард Баер, нацистички командант логора Аушвиц. (†1963)
- 19. септембар — Вилијам Голдинг, британски књижевник и Нобеловац. (†1993)
- 24. септембар — Константин Черњенко, председник СССР. (†1985)

### Октобар
- 2. октобар — Војислав Маринковић (фотограф), српски фотограф. (†2004)
- 2. октобар — Милан Купрешанин, генерал, народни херој Југославије. (†2005)
- 3. октобар — Видовита Ванга, бугарска пророчица. (†1996)
- 8. октобар — Велимир Јакић, народни херој Југославије. (†1946)
- 20. октобар — Мило Бошковић, народни херој Југославије. (†1944)
- 24. октобар — Бранко Богуновић, четнички војвода. (†1945)
- 26. октобар — Махалија Џексон, америчка госпел певачица. (†1972)
- 30. октобар — Рут Хаси, америчка глумица. (†2005)

### Новембар
- 2. новембар — Одисеас Елитис, грчки песник и Нобеловац. (†1996)
- 11. новембар — Урош Дреновић, четнички војвода. (†1944)
- 19. новембар — Антон Бургер, нацистички командант логора. (†1991)
- 21. новембар — Александар Ивановић, црногорски и српски песник. (†1965)
- 26. новембар — Семјуел Решевски, шаховски велемајстор. (†1992)
- 27. новембар — Радоје Дакић, народни херој Југославије. (†1946)
- 27. новембар — Милосав Милосављевић, народни херој Југославије. (†1986)

### Децембар
- 9. децембар — Бродерик Крофорд, амерички глумац. (†1986)
- 11. децембар — Нагиб Махфуз, египатски књижевник и Нобеловац. (†2006)
- 25. децембар — Луиза Буржоа, француско-америчка вајарка. (†2010)
- 26. децембар — Ренато Гутузо, италијански сликар. (†1987)
- 29. децембар — Илија Обрадовић, српски електроинжењер и академик. (†2010)
- 29. децембар — Клаус Фукс, немачки физичар и совјетски шпијун. (†1988)

### Непознат датум
- непознат датум —
  - Википедија:Непознат датум — Благоја Јанков Мучето, народни херој Југославије. (†1944)
  - Википедија:Непознат датум — Владо Ћетковић, народни херој Југославије. (†1944)
  - Википедија:Непознат датум — Алекса Бацковић, народни херој Југославије. (†1944)
  - Википедија:Непознат датум — Блажо Попивода, народни херој Југославије. (†1944)
  - Википедија:Непознат датум — Михаило Јанковић, српски архитекта. (†1976)

## Смрти

### Јануар
- 9. јануар — Едвард Русјан, словеначки пилот. (*1886)

### Фебруар
- 15. фебруар — Теодор Ешерих, немачки лекар педијатар. (*1857)

### Март
- 1. март — Јакобус Хенрикус ван 'т Хоф, холандски физикохемичар. (*1852)
- 4. март — Светозар Кушевић, српски политичар и властелин. (*1823)

### Април
- 7. април — Лексо Саичић, капетан црногорске војске. (*1873)
- 19. април — Иван Грохар, словеначки сликар. (*1867)

### Мај
- 18. мај — Густав Малер, аустријски композитор. (*1860)

### Јун
- 15. јун — Јосип Сладе, хрватски архитекта. (*1828)
- 18. јун — Фрањо Ксавер Кухач, хрватски етномузиколог. (*1834)

### Август
- 1. август — Едвин Остин Аби, амерички сликар. (*1852)
- 17. август — Петро Нини Луараси, албански православни свештеник. (*1864)

### Септембар
- 4. септембар — Симо Баћовић, црногорски војвода. (*1828)
- 16. септембар — Едвард Вимпер, британски алпиниста. (*1840)

### Октобар
- 1. октобар — Вилхелм Дилтај, немачки филозоф. (*1833)
- 29. октобар — Џозеф Пулицер, мађарско-амерички новинар. (*1847)

### Новембар
- 26. новембар — Никола Христић, српски политичар и председник Владе. (*1818)

### Децембар
- 17. децембар — Јосип Франк, хрватски политичар. (*1844)
- 23. децембар — Петар Велимировић, српски политичар. (*1848)
- 24. децембар — Владимир Алексић, српски пилот. (*1872)

### Непознат датум
- непознат датум —
  - Википедија:Непознат датум — Глигор Милићевић, српски војвода. (*1813)
  - Википедија:Непознат датум — Стојан Ковачевић, хајдучки харамбаша. (*1821)
  - Википедија:Непознат датум — Михајло-Мика Марковић, санитетски пуковник. (*1847)
  - Википедија:Непознат датум — Ђорђе Ристић Скопљанче, четнички војвода Старе Србије. (*1875)

## Нобелове награде
- Физика — Вилхелм Вин
- Хемија — Марија Кири
- Медицина — Алвар Гулстранд
- Књижевност — Гроф Морис Метерлинк
- Мир — Иницијатор међународних конференција приватног права у Хагу Тобијас Михаел Карел Асер (Холандија) и Алфред Херман Фрид (Аустрија)
- Економија — Награда у овој области почела је да се додељује 1969. године